# Jules Bonnot
Pour les articles homonymes, voir Bonnot.
Jules Joseph Bonnot est un anarchiste et criminel français, né le 14 octobre 1876 à Pont-de-Roide (Doubs) et mort le 28 avril 1912  dans le 4e arrondissement de Paris. Il est le meneur de ce que la presse appela la « bande à Bonnot », un groupe illégaliste ayant multiplié les braquages et les meurtres en 1911 et 1912.

## Biographie

### Jeunesse
Sa mère meurt le 23 janvier 1887 à Besançon alors qu’il n'a que dix ans. Le père de Jules, ouvrier fondeur, doit alors assumer seul l’éducation du garçon.
Indiscipliné et bagarreur, il déteste ses frères et une sœur que son père a eue d'un second mariage, et est rétif à l'autorité dès son plus jeune âge. La scolarisation se passe mal — « Il était paresseux, indiscipliné, insolent », dit de lui un instituteur —, et il abandonne vite l’école. À quatorze ans, il entre en apprentissage, est rebuté par des emplois pénibles et se dispute souvent avec ses patrons successifs. En 1891, à quinze ans, Bonnot est condamné pour la première fois pour pêche avec engin prohibé, puis en 1895 à la suite d'une bagarre dans un bal. Après avoir frappé son père, il est chassé de la maison familiale et se réfugie à Nancy où il est repéré par la police en compagnie d’une prostituée et suspecté de « vagabondage spécial » (proxénétisme).
En 1897, il est condamné à nouveau à trois mois de prison pour « coups, outrage, rébellion ». Il est appelé au service militaire le 15 novembre 1897 et rejoint le 133e d'infanterie à Belley. Il termine sa carrière de soldat muni d'un certificat de bonne conduite et d'un brevet de tireur d'élite. Après son service militaire, il est alors ajusteur mécanicien, il se marie le 14 août 1901 à Vouvray avec Sophie Burdet, une jeune couturière. Son frère aîné Justin Louis se suicide par pendaison en 1903 à la suite d'une déception amoureuse.

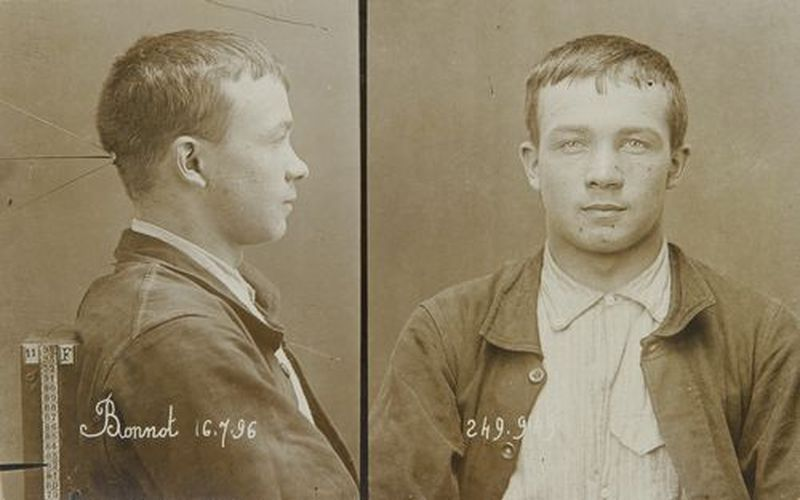
Photographie d'identité judiciaire de Jules Bonnot à dix-neuf ans (juillet 1896).
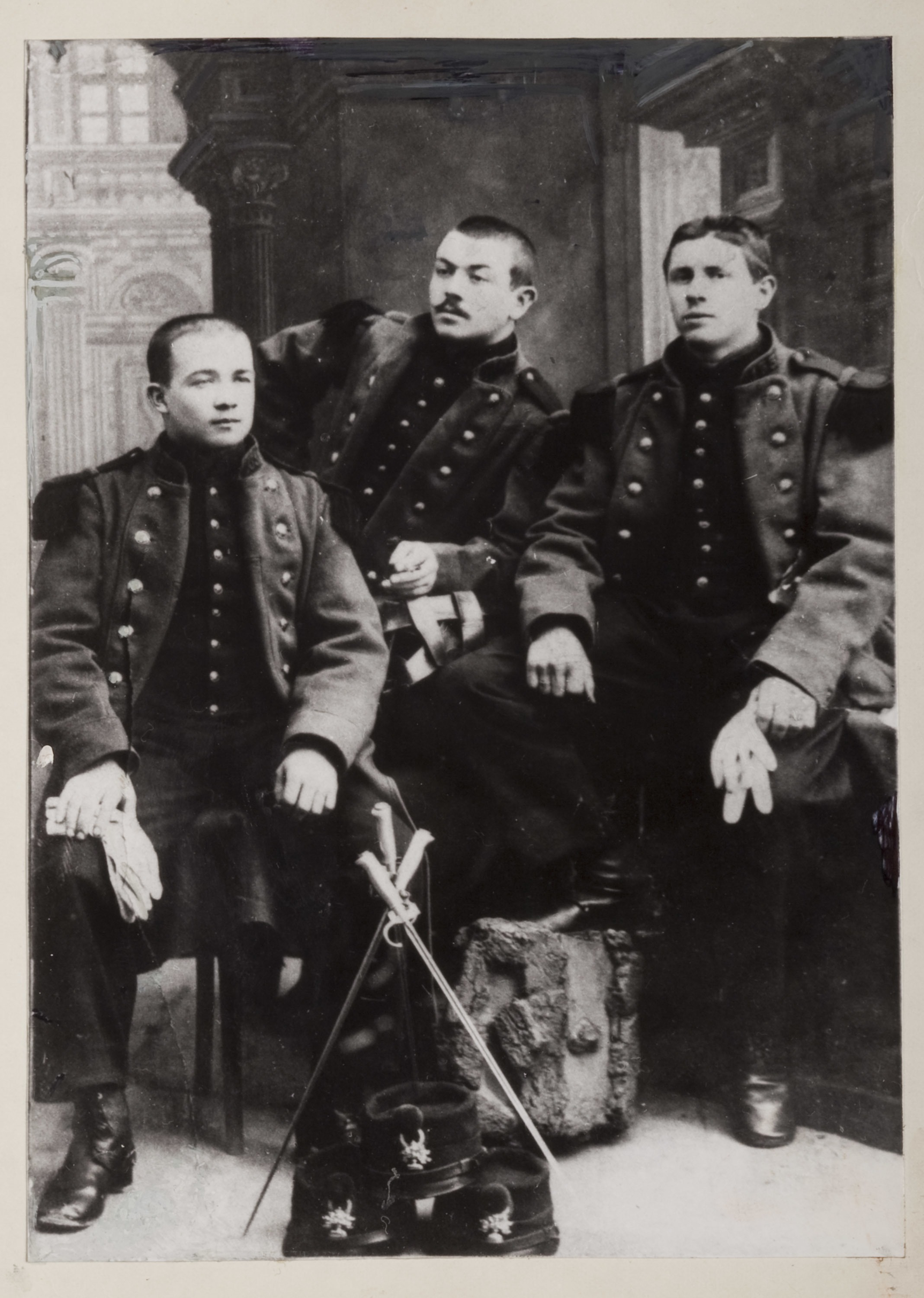
Jules Bonnot (au centre) durant son service militaire.

### Engagement anarchiste

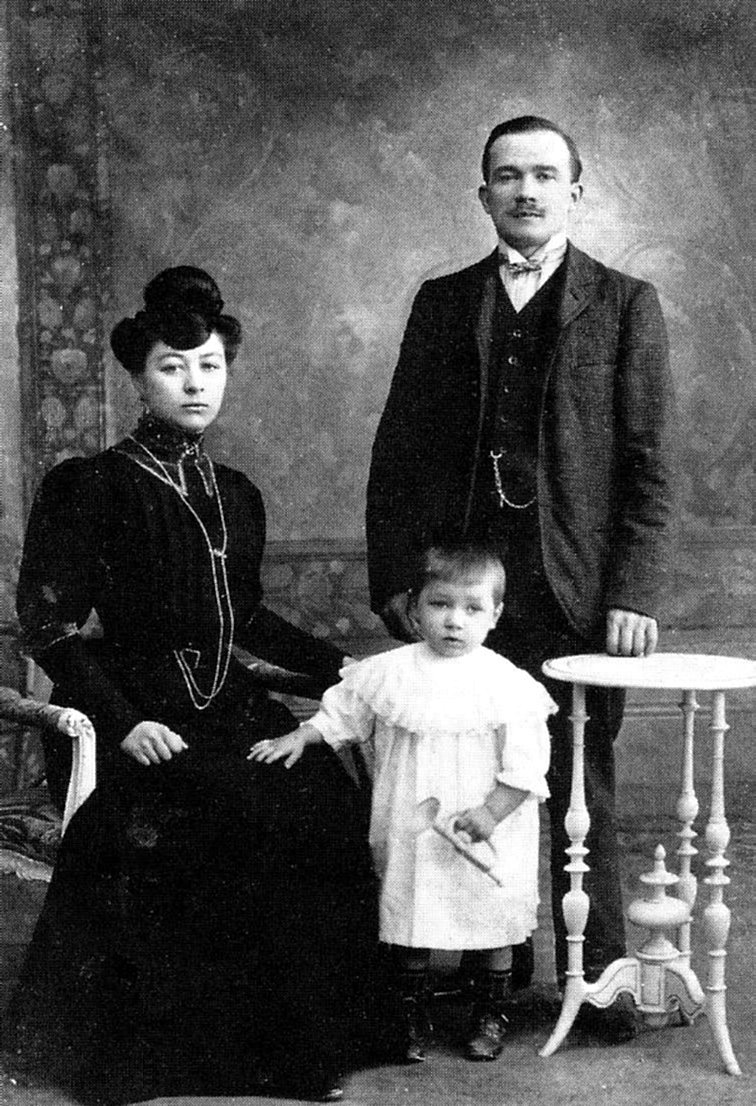
Jules Bonnot, sa femme Sophie et leur fils Justin (photo d'avant 1906).

Héritier des Apaches, c’est à la Belle Époque que Bonnot commence à militer pour l’anarchisme. Il se fait renvoyer des chemins de fer de Bellegarde à la suite de son engagement syndical et politique, et désormais plus personne n’accepte de l’engager. Il décide alors de partir pour la Suisse. Il trouve un poste de mécanicien à Genève. Le couple attend un enfant mais le nouveau-né, Émilie, meurt quelques jours après l’accouchement. Bonnot milite toujours pour l’anarchisme et acquiert une réputation d’agitateur. Il est alors expulsé de Suisse.
Ses dons en mécanique lui permettent cependant de retrouver rapidement un emploi chez le constructeur automobile Berliet de Lyon. Le 23 février 1904, sa femme accouche d’un second enfant, Justin. Les convictions politiques de Bonnot restent vivaces : dénonçant les injustices et menant des grèves, il s’attire les foudres des patrons. Il décide alors de quitter Lyon pour Saint-Étienne. Dès cette époque, il est fiché par la police comme « très violent et méchant ».
À Saint-Étienne, il est mécanicien dans une firme reconnue. Il loge avec sa famille chez le secrétaire de son syndicat, un certain Benoit Antoine Besson, qui devient l’amant de sa femme (ils se marieront à Toulouse, le 2 septembre 1935). Pour échapper à la colère de Bonnot, Besson part en Suisse avec Sophie et son fils. Jules adresse à Sophie des messages désespérés. En vain. Il ne reverra plus sa femme ni son fils (un décret présidentiel du 30 mars 1925 homologué par ordonnance du président du tribunal civil de Lyon du 31 mai 1926 obligea Justin à adopter le patronyme de « Besson » à la place de celui de « Bonnot »). Quant à Bonnot, son engagement est toujours plus fort. Il perd son emploi et devient, comme bien d’autres à cette époque, un chômeur miséreux.
De 1906 à 1907, il commet plusieurs cambriolages avec Joseph Platano (1883-1911), son bras droit, un boulanger italien originaire de Peveragno. Bonnot s'exerce notamment à l'ouverture de coffres-forts, ce qui lui permet d'ouvrir deux ateliers de mécanique à Lyon, les voitures et motos qu'il répare lui permettront la nuit de réaliser ses braquages. En 1910, il se rend à Londres pour y rencontrer des cellules anarchistes et serait, selon la légende, devenu le chauffeur de Sir Arthur Conan Doyle (ou d'Ashton Wolfe, ami et collaborateur du romancier), grâce à ses talents de chauffeur qui lui seront plus qu’utiles dans son aventure illégaliste. Ce fait est toutefois controversé : certaines biographies de Bonnot y font bien référence, mais aucune biographie de Conan Doyle ne le confirme. Edmond Locard rapporte, quant à lui, que Conan Doyle, alors qu'il visitait son laboratoire de police scientifique à Lyon, tomba en arrêt devant un portrait et s'écria : « Mais c'est Jules, mon ancien chauffeur ! ».

### Débuts de la bande à Bonnot
Fin 1910, de retour à Lyon, il utilise l’automobile (une De Dion-Bouton) comme technique criminelle, une innovation, alors que les policiers et gendarmes se déplacent encore à cheval ou à vélo.
La police le recherche et il quitte précipitamment Lyon avec Platano pour Paris. En cours de route, il tue Platano dans des circonstances qui restent peu claires : selon la version qu’il donnera à ses futurs complices, Platano se serait grièvement blessé avec son revolver par accident, et il l’aurait achevé pour lui éviter de souffrir. Comme le note Alphonse Boudard, Bonnot ne pouvait donner d’autre version, d’autant plus que Platano était sa caution auprès des anarchistes parisiens. Bonnot ayant récupéré une forte somme d’argent que Platano, à la tête d'un héritage de 27 000 francs français, portait sur lui, l’hypothèse d’un meurtre prémédité ne peut être écartée.
Fin novembre 1911, Bonnot rencontre au siège du journal L'Anarchie, dirigé par André Lorulot, plusieurs sympathisants anarchistes qui vont devenir ses complices, dont les deux principaux, Octave Garnier dit « Le Terrassier » et Raymond Callemin dit « Raymond-la-science », et d’autres qui joueront un rôle moindre dans l’affaire, Étienne Monier dit « Simentoff » (ou Symentoff), Édouard Carouy, André Soudy, ainsi qu’Eugène Dieudonné, dont le rôle exact n’a jamais réellement été établi. Adeptes de la reprise individuelle, tous ont déjà commis de menus larcins, et brûlent de passer à l’étape supérieure. L’arrivée de Bonnot joue un rôle de déclencheur. Bien que l’idée de chef répugne aux anarchistes, Bonnot, plus âgé, plus expérimenté dans le crime, va virtuellement jouer ce rôle.

### Braquage de la Société générale

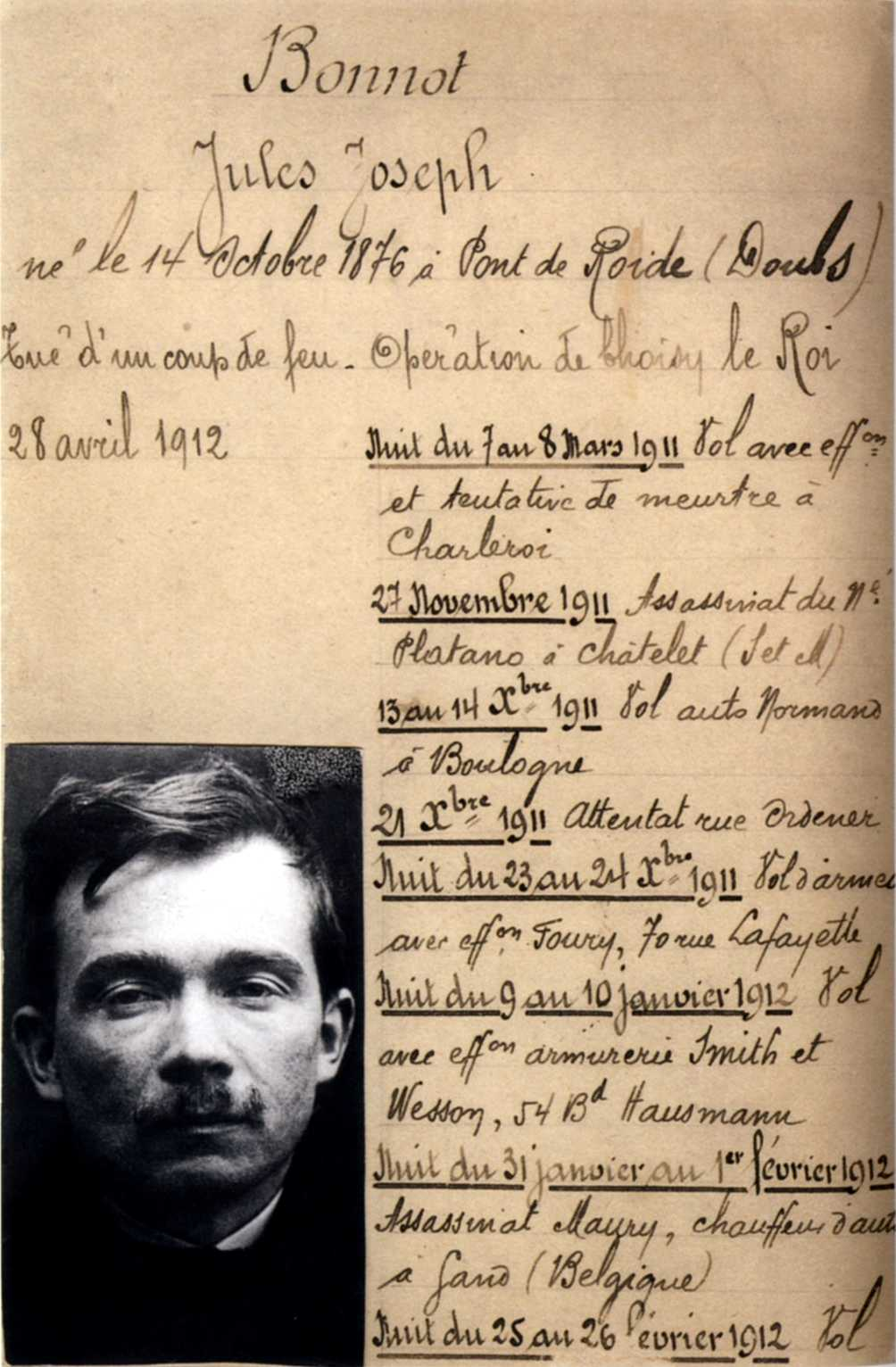
Fiche de police de Jules Bonnot.

Le 14 décembre 1911, Bonnot, Garnier et Callemin volent une voiture qu’ils comptent utiliser pour leurs projets. Utilisant ses connaissances des différents modèles, Bonnot a choisi une limousine Delaunay-Belleville verte et noire de 12 CV, modèle 1910, marque de luxe qu’il sait fiable et rapide (les moteurs étant conçus par Marius Barbarou).
Le 21 décembre 1911, à 9 h, devant le 148 rue Ordener à Paris, Bonnot, Garnier, Callemin et peut-être un quatrième homme se présentent à la rencontre d’Ernest Caby, garçon de recette de la Société générale, et de son garde du corps, Alfred Peemans. Lorsqu’ils les aperçoivent, Garnier et Callemin se précipitent hors de la voiture, la Delaunay-Belleville, Bonnot restant au volant. Garnier fait feu à deux reprises sur l’encaisseur qui s’effondre, grièvement blessé. Callemin ramasse sa sacoche, et tous deux s’enfuient en direction de la voiture, malgré l’intervention de passants que Bonnot tente de disperser en tirant en l’air. Une fois Callemin et Garnier montés à l’intérieur, Bonnot démarre, mais Callemin fait tomber la sacoche dans le caniveau. Il descend pour la récupérer, aperçoit quelqu’un qui court dans sa direction, sur lequel il tire sans le toucher, puis récupère son butin et remonte dans la voiture. Selon plusieurs témoins, un quatrième homme serait intervenu à ce moment. Enfin, Bonnot démarre, et la bande prend la fuite.
C’est la première fois qu’une voiture est utilisée pour commettre un braquage, et l’événement a un retentissement considérable, accru par la blessure grave de l’encaisseur. Le lendemain l’événement fait la une des journaux qui surnomme les braqueurs « la bande en automobiles » ou « les bandits tragiques ». La bande déchante pourtant en découvrant le butin qui n’est que de quelques titres et de 5 000 francs. Ils abandonnent leur voiture à Dieppe puis reviennent à Paris. Callemin, parti en Belgique pour tenter en vain de négocier les titres, les rejoint bientôt. Pendant ce temps la police découvre que le braquage est lié au milieu anarchiste, nouvelle qui, lorsqu’elle transpire dans la presse, augmente encore le retentissement de l’affaire.
Une semaine environ après le braquage de la Société générale, Garnier et Callemin trouvent refuge quelques jours chez Victor Serge et sa maîtresse Rirette Maîtrejean. Bien que n’approuvant pas les méthodes de la bande, ils les hébergent par solidarité. Peu après le départ de Garnier et Callemin, la police, enquêtant toujours parmi les anarchistes connus, perquisitionne le domicile de Victor Serge. Le couple est arrêté, officiellement pour détention d’armes trouvées dans un paquet laissé par un ami anarchiste. La presse présente Victor Serge comme le « cerveau » de la bande, estimant que sans lui la capture des autres est imminente. L’événement a en fait plutôt l’effet inverse : de jeunes anarchistes comme René Valet et André Soudy, révoltés par cette arrestation, vont par la suite se joindre au groupe illégaliste.

### Autres vols et braquages

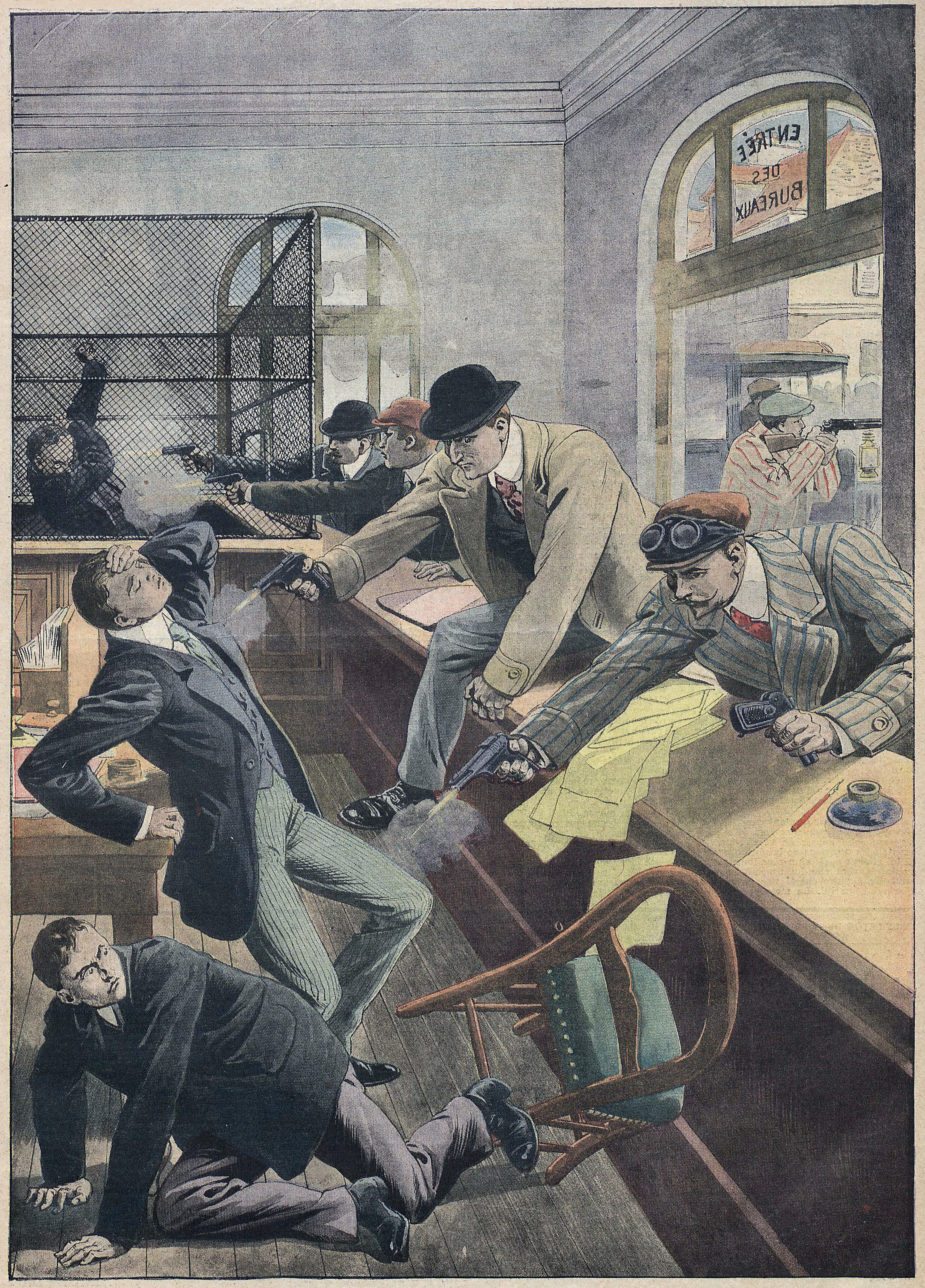
Le braquage de la succursale de la Société générale à Chantilly en mars 1912, vue par Le Petit Journal.

La bande continue son périple ; le 31 décembre 1911 à Gand, Bonnot, Garnier et Carouy tentent de voler une voiture. Ils sont surpris par le chauffeur mais Garnier assomme celui-ci, puis tue au revolver un veilleur de nuit alerté par le bruit. Le 3 janvier 1912, à Thiais, Carouy, en compagnie de Marius Metge, assassine un rentier et sa femme de chambre au cours d’un cambriolage. Rien n’indique que ce double meurtre ait été concerté avec Bonnot et ses autres complices, mais du fait de la participation de Carouy au coup de Gand, la justice va le confondre avec les autres crimes de la bande.
Le 27 février 1912, Bonnot, Callemin et Garnier volent une nouvelle Delaunay-Belleville. Alors que le trio conduit dangereusement dans les rues du 9e arrondissement, il entre en collision avec un autobus de la ligne Grenelle-Javel-Gare-Saint Lazare sur la place du Havre avant de prendre la fuite. Témoin des faits, un gardien de la paix occupé à régler la circulation tente de les interpeller en saisissant le volant. Garnier fait feu à trois reprises sur l'agent, qui par coïncidence s’appelait François Garnier et qui meurt devant le restaurant Garnier. Cet agent était âgé de trente ans, marié et père d'un enfant. Le meurtre d’un agent de la force publique augmente encore la fureur de la presse et de l’opinion, qui exigent la capture de la bande. Le lendemain à Pontoise, le trio tente de dévaliser le coffre-fort d’un notaire. Surpris par celui-ci, ils sont contraints de s’enfuir en abandonnant le butin.
Pendant ce temps, Eugène Dieudonné est arrêté. Dieudonné nie toute participation aux activités criminelles de la bande, bien qu’il admette connaître Bonnot et les autres et reconnaisse ses sympathies anarchistes. Il est accusé de participation au braquage de la rue Ordener par le garçon de recettes de la Société générale, qui avait dans un premier temps reconnu Carouy puis Garnier sur les photos qui lui avaient été présentées.
Le 21 mars 1912, Le Matin publie une lettre de Garnier qui fait sensation. Garnier y provoque les forces de police qu’il met au défi de l’arrêter. Il ne se fait pourtant pas d’illusion sur son sort : « Je sais que je serai vaincu que je serai le plus faible, écrit-il, mais je compte bien faire payé [sic] cher votre victoire ». Il innocente Dieudonné, affirmant être l’auteur des crimes dont celui-ci est accusé. La lettre est signée par des empreintes digitales que la police reconnaît comme authentiques.
Le 25 mars 1912, le trio habituel Bonnot, Garnier, Callemin, accompagnés de Monier, Valet et Soudy, se prépare à voler une limousine De Dion-Bouton dont ils ont appris qu’elle devait être livrée sur la Côte d'Azur. L’attaque se passe à Montgeron. Bonnot, placé au milieu de la route, agite un mouchoir. Lorsque la voiture s’arrête, le reste de la bande surgit. Croyant que le chauffeur allait sortir une arme, Garnier et Callemin l’abattent, ainsi que le propriétaire de la voiture. Selon celui-ci, qui survit à ses blessures, Bonnot aurait crié au milieu de la fusillade « Arrêtez ! Vous êtes fous ! Arrêtez ! » Dans la foulée, la bande décide de se rendre à la succursale de la Société générale à Chantilly pour un braquage improvisé. Surgissant dans la banque, Garnier, Callemin, Valet et Monier abattent deux employés, entassent des rouleaux d’or et billets de banque dans un sac (tout le numéraire de la banque, 50 000 francs français au total), puis regagnent la voiture que Bonnot fait promptement démarrer. Les gendarmes sont alertés mais, ne disposant que de vélos et de chevaux, ils doivent laisser la bande s’enfuir.

### Fin de la bande à Bonnot

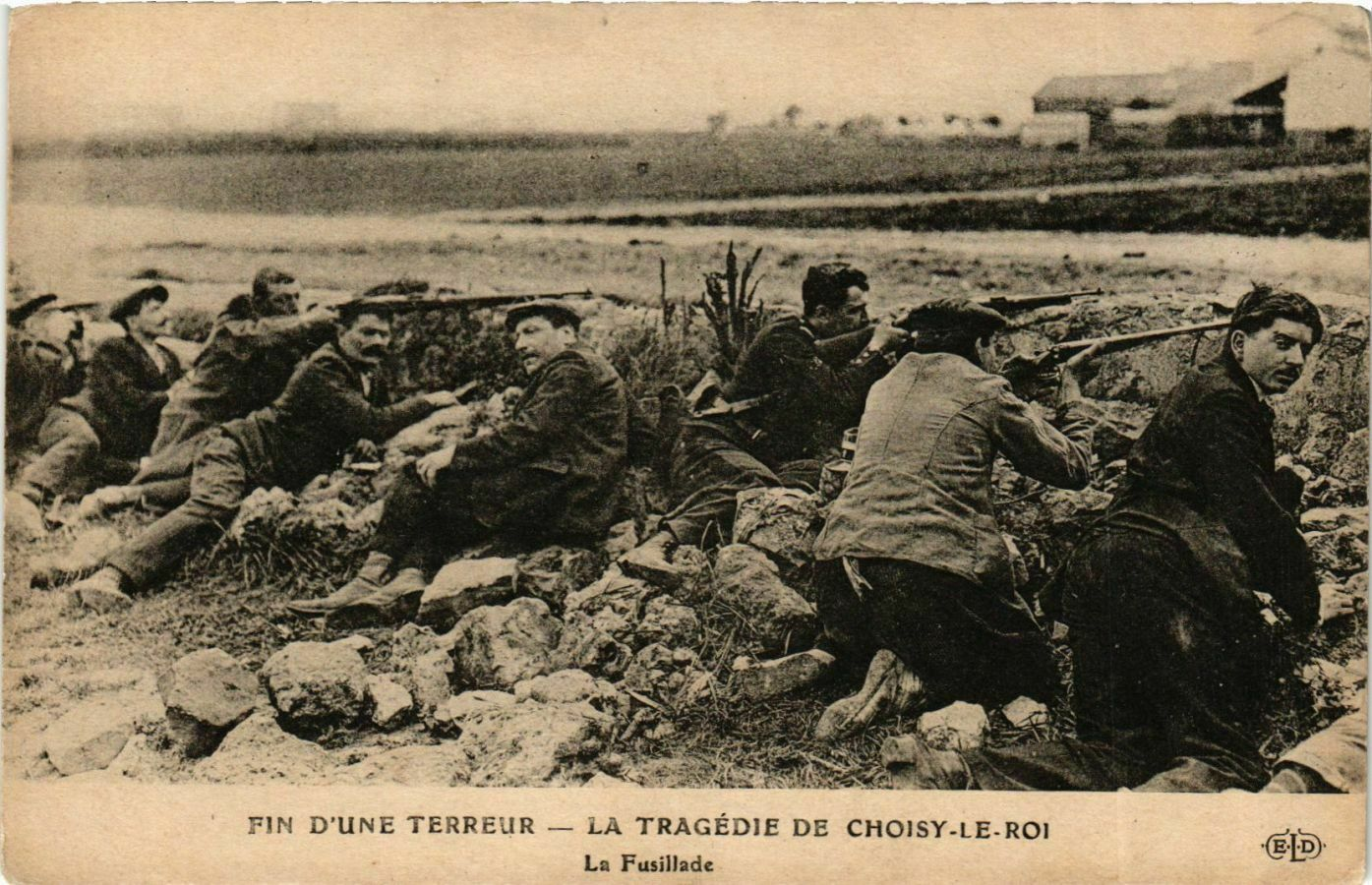
La police encercle le refuge de Jules Bonnot à Choisy-le-Roi.

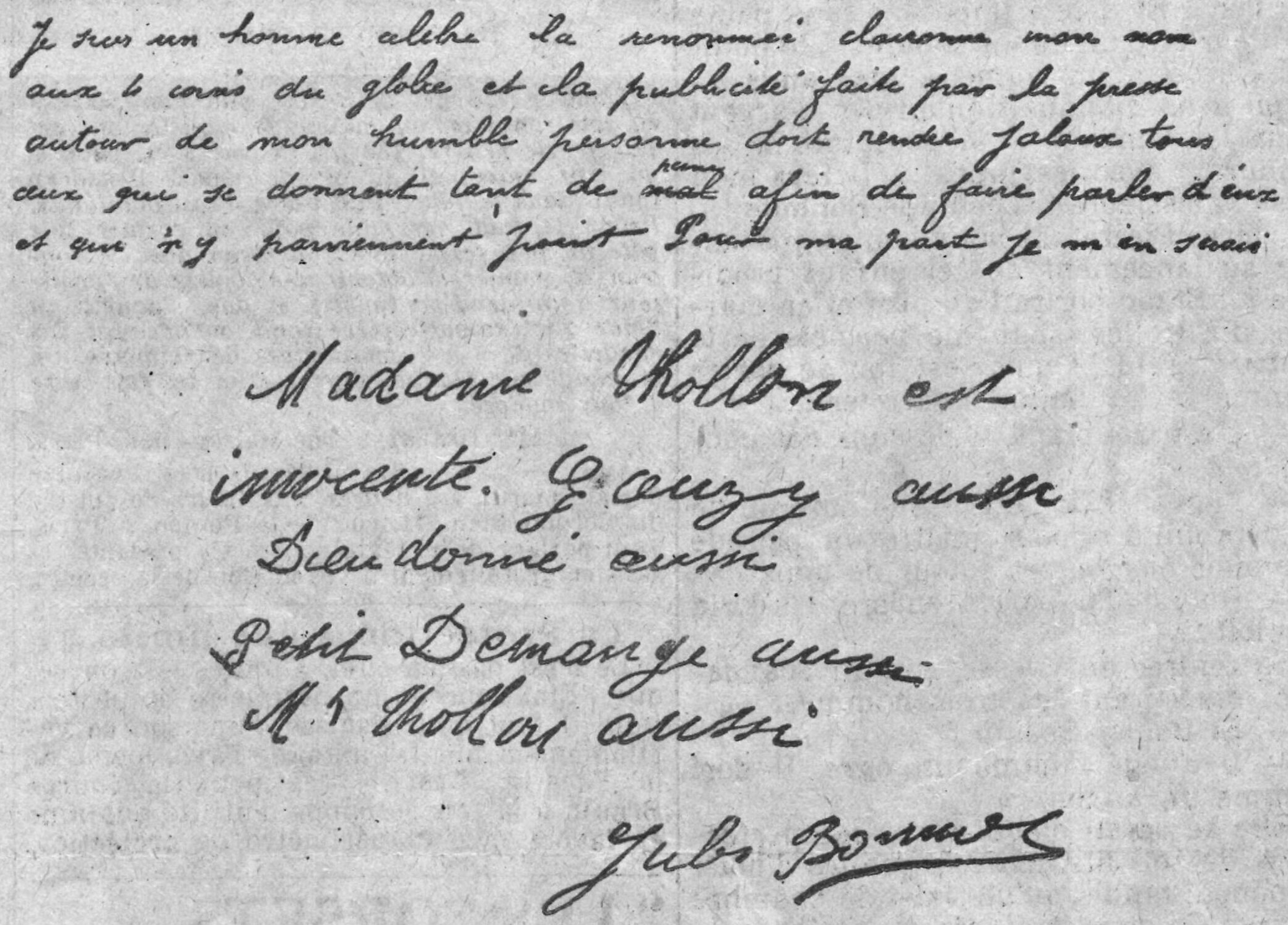
Fragment fac-similé du testament de Jules Bonnot reproduit dans Le Journal du 29 avril 1912.

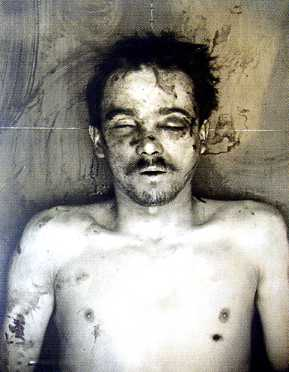
Cadavre de Jules Bonnot.

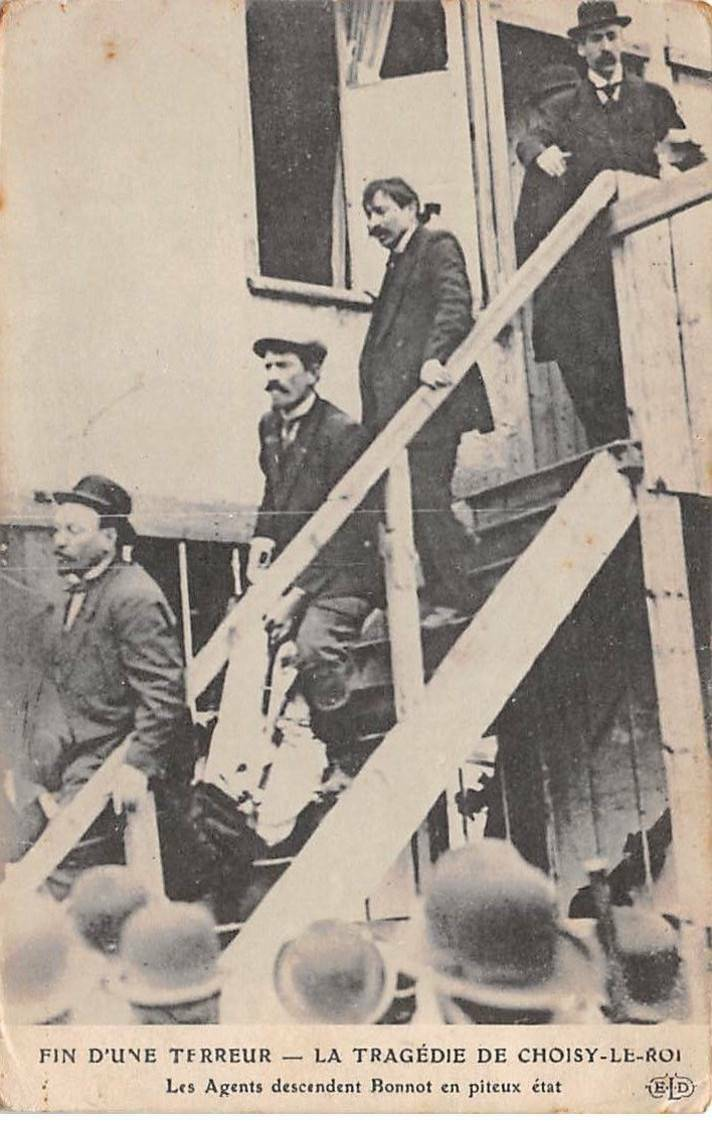
Photo de journal du corps de Jules Bonnot.

Après ce dernier braquage, la police va progressivement mettre fin aux activités de la bande. Le 30 mars 1912, Soudy est arrêté. Le 4 avril 1912, c’est le tour de Carouy. Le 7 avril 1912, les policiers capturent Callemin, l’un des protagonistes les plus importants avec Garnier et Bonnot. Le 24 avril 1912, Monier est également arrêté.
Le 24 avril 1912, le Commissaire Louis Jouin, Sous-Chef du Service de la Sûreté de la Préfecture de Police de Paris, chargé de l’affaire, effectue une perquisition au 63, rue de Paris à Ivry-sur-Seine, au domicile d’un sympathisant anarchiste. Dans la chambre plongée dans la pénombre, il a la surprise de reconnaître Bonnot, qui le tue à coups de revolver, blesse le brigadier Colmar, puis parvient à s’enfuir par la fenêtre. Blessé à la main au cours de la fusillade, Bonnot se rend chez un pharmacien pour se faire soigner. Il explique au pharmacien qu’il est tombé d’une échelle, mais celui-ci fait le rapprochement avec l’affaire d’Ivry et prévient les autorités. La police peut ainsi avoir une idée approximative de l’endroit où se trouve Bonnot et passe la région au peigne fin.
Le 27 avril 1912, la police le surprend dans sa cachette de Choisy-le-Roi, le pavillon « Nid Rouge » où il est hébergé par un autre membre de la bande et du mouvement anarchiste, le garagiste Jean Dubois. Bonnot a le temps de se retrancher au premier étage de la maison et se barricade, si bien que le chef de la Sûreté préfère faire cerner les alentours et attendre les renforts plutôt que de donner l’assaut. Un long siège commence, mené en personne par le préfet de police, Louis Lépine, et sous le commandement du capitaine Pierre Riondet et du lieutenant Félix Fontan de la garde républicaine. De plus en plus de troupes diverses arrivent (jusqu’à un régiment de zouaves avec sa mitrailleuse Hotchkiss dernier cri), ainsi que de nombreux badauds venus assister au « spectacle ». Bonnot sort de temps en temps sur le perron pour tirer sur ses ennemis ; il est évidemment accueilli par des salves de tir mais parvient à chaque fois à s’en sortir indemne.
Tandis que le temps passe et que la police tergiverse sur la façon de mettre fin au siège, il se désintéresse peu à peu de ses assaillants pour se mettre à écrire son testament. Finalement, le lieutenant Félix Fontan décide de faire sauter la maison : progressant à l'abri d'une charrette de paille dont le cheval recule, il peut déposer une charge de dynamite puis, une cartouche à la main et le cordon Bickford de l'autre, la faire exploser. Grièvement blessé dans l’explosion, Bonnot prend encore le temps de terminer son testament en affirmant l’innocence de plusieurs personnes dont Dieudonné. Lorsque les policiers emmenés par Xavier Guichard donnent l’assaut, il parvient encore à les accueillir à coup de revolver avant d’être blessé. Il meurt peu après en arrivant à l’Hôtel-Dieu de Paris,. Il est inhumé deux jours plus tard dans le cimetière parisien de Bagneux (42e division).
L'autopsie pratiquée sur le cadavre de Bonnot par le médecin légiste relève six impacts de balle :
- deux projectiles lui avaient traversé la tête de part en part, en pénétrant par la tempe droite, un peu au-dessus de l'oreille, et étaient ressortis par la tempe gauche. Ces deux balles n'ayant atteint aucun organe essentiel n'étaient pas mortelles ;
- la troisième, provenant d'un petit browning, s'est logée dans le crâne ; elle avait été tirée par le côté droit ;
- la quatrième, également tirée du côté droit, a été trouvée dans la pommette gauche ;
- le cinquième projectile a traversé le thorax ; entré par devant, il est sorti par derrière ;
- une sixième blessure par balle est antérieure au dimanche : en luttant contre le commissaire Jouin le mercredi, Bonnot s’était logé une balle dans le radius gauche.

Après Bonnot, les deux derniers membres de la bande en liberté sont Valet et surtout Garnier, auteur de la plupart des meurtres. Le 14 mai 1912, ils sont localisés dans un pavillon de Nogent-sur-Marne. Les policiers espèrent réaliser une arrestation « en douceur » mais, manquant de discrétion, ils sont repérés par Valet et Garnier qui se retranchent dans la maison. Un nouveau siège commence, pratiquement identique à celui de Choisy, avec un très grand nombre de policiers et militaires et une foule de badauds venue suivre les opérations. Pendant plus de neuf heures, Valet et Garnier tiennent en respect une petite armée de forces de l’ordre. Du haut du viaduc, Kling, le directeur du Laboratoire municipal de chimie, jette des paquets explosifs de mélinite, en vain. Finalement, un régiment de dragons parvient à faire sauter la villa. La police, ayant donné l’assaut, achève les deux hommes et doit ensuite se battre avec la foule pour récupérer les corps que celle-ci voulait réduire en bouillie.

#### Le procès des survivants

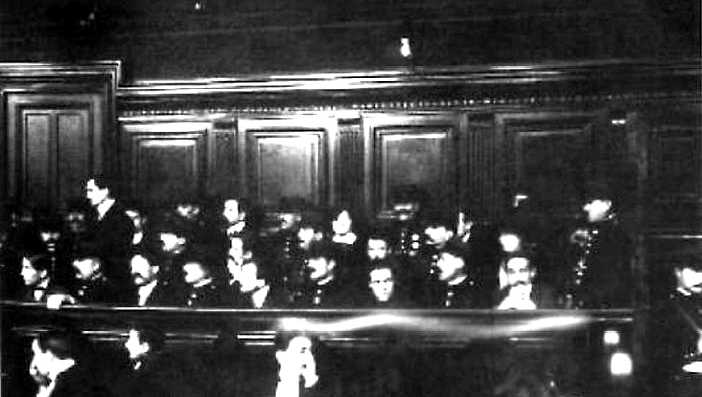
Jugement des membres survivants de la bande à Bonnot.

Le procès des membres survivants de la bande à Bonnot a lieu en février 1913. Les principaux accusés sont Callemin, Carouy, Metge, Soudy, Monier, Dieudonné, Victor Serge, auxquels s’ajoutent diverses personnes accusées d’avoir aidé la bande à différents titres.
- Callemin est le principal membre survivant ; il utilise le tribunal comme une tribune pour exprimer sa révolte. Il nie les faits qui lui sont reprochés, mais de telle façon qu’il ne laisse guère de doute sur sa culpabilité.
- Carouy et Metge sont surtout jugés pour le double meurtre de Thiais ; ils nient mais leurs empreintes digitales les accusent sans équivoque.
- À Monier et Soudy est reprochée leur participation au braquage de Chantilly, car les témoins les reconnaissent formellement.
- Victor Serge est présenté au début du procès comme la tête pensante de la bande, ce qu’il nie énergiquement, montrant qu’il n’a à aucun moment profité de leurs vols.
- Le seul cas véritablement douteux est celui de Dieudonné, accusé de participation au braquage de la rue Ordener. Bonnot et Garnier ont affirmé son innocence avant de mourir. Dieudonné dispose de plus d’un alibi étayé de preuves, montrant qu’il était à Nancy au moment des faits. Contre lui pèsent les témoignages de plusieurs témoins, dont celui de l’encaisseur de recettes dévalisé par la bande.

À l’issue du procès, le 27 février 1913, : 
- Callemin, Monier, Soudy et Dieudonné sont condamnés à mort ;
- Carouy et Metge sont condamnés aux travaux forcés à perpétuité (Carouy se suicidera par la suite dans sa cellule) ;
- Victor Serge est condamné à cinq ans de prison ; il est parvenu à se disculper de l’accusation d’avoir été le « cerveau » de la bande à Bonnot, mais est condamné pour les revolvers retrouvés à son domicile au cours de son arrestation ;
- David Bélonie est condamné à quatre ans de prison et dix ans d'interdiction de séjour.

À l’annonce du verdict, Callemin prend la parole. Alors qu’au cours des débats il avait nié avoir participé au braquage de la rue Ordener, il s’accuse, et affirme que Dieudonné est innocent. Cette déclaration va être utilisée par le défenseur de Dieudonné, maître Vincent de Moro-Giafferri, pour présenter un recours en grâce auprès du président Raymond Poincaré. Celui-ci commue la peine de Dieudonné en travaux forcés à perpétuité.
Callemin, Monier et Soudy sont guillotinés le 21 avril 1913, devant la prison de la Santé à Paris.
Le député et romancier nationaliste Maurice Barrès prit prétexte de l'affaire Bonnot pour refuser le 10 juin 1912, à la Chambre des députés, les crédits que le gouvernement radical-socialiste voulait allouer à la célébration du bicentenaire de la naissance de Jean-Jacques Rousseau, en rapprochant la pensée politique de celui-ci des théories anarchistes. Son discours fut repris par tous les journaux de droite d'alors et eut un retentissement national. On trouve la trace de l'importance quasi-mythique que prirent les exploits de la bande à Bonnot aussi bien chez les écrivains surréalistes des années 1920 (Aragon dans Le Libertinage et, plus tard, dans Les Cloches de Bâle) que chez Cendrars (Moravagine, dont le narrateur se nomme Raymond la Science) ou Armen Ohanian (Dans les griffes de la civilisation).
Un peu plus d’un demi-siècle plus tard, en mai 1968, la salle Cavaillès de la Sorbonne fut rebaptisée salle Jules-Bonnot par les membres du Comité d’occupation de ce bâtiment, « Enragés », anarchistes et situationnistes pour la plupart. Jean-Marc Rouillan rend hommage au célèbre bandit dans sa Lettre à Jules en 2004 et l'évoque dans le tome 3 de ses mémoires.

### Héritage de l'affaire Bonnot
Dans l'histoire de la Police criminelle, l'affaire Bonnot marqua un tournant. Elle fut en effet considérée comme la première grande enquête de l'époque contemporaine en raison du recours aux techniques scientifiques des empreintes digitales, et de la collaboration transfrontalière entre les services de police (français et belge).

## Bibliographie

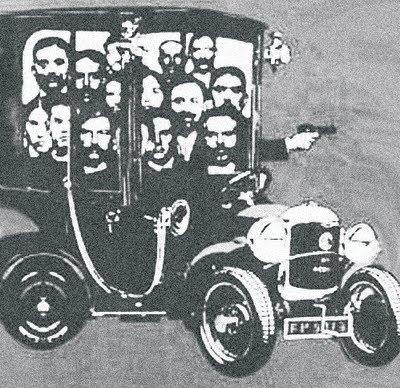
Dessin de Flavio Costantini.

### Ouvrages
- André. Lorulot, Chez les loups, moeurs anarchistes, Conflans-Honorine, Édition de "l'Idée libre", 1922, 225 p. (OCLC 457613200).
- André Colomer, La Conquête de soi-même : A nous deux Patrie !, Paris, aux éditions de l'Insurgé, 1925, In-16. (OCLC 491969321), chap. XVIII (« Le Roman des Bandits tragiques »).
- Gaëtan Pontis, La Bande tragique : mieux que les gangsters américains, Paris, Éditions Astéria (impr. de J. Téqui), coll. « Police judiciaire » (no 2), 1949, 157 p. (OCLC 459570623).
- Jean Normand, La Bande tragique, Paris, Éditions la Dernière chance, coll. « Série les Nuits blêmes », 1953, 317 p. (OCLC 780158794).
- Jacques Talbot, La Bande à Bonnot, [Paris], Gallimard, coll. « Le Crime ne paie pas » (no 6), 1958, 191 p. (OCLC 460474946).
- Jean Maitron, Ravachol et les anarchistes, Paris, Gallimard, coll. « Collection Folio/histoire » (no 41), 1992, 213 p. (ISBN 978-2-070-32675-4, OCLC 25849385) où il présente une partie des mémoires de Callemin
- Emile Becker, La Bande à Bonnot : 1911-1912, Paris, Debresse, 1968 (OCLC 491867078).
- Bernard Thomas, La Bande à Bonnot, Paris, Tchou, 1968, 245 p. (BNF 36254892, lire en ligne ). .
- Michel Chomarat, Les amants tragiques : histoire du bandit Jules Bonnot et de sa maitresse Judith Thollon, Lyon, M. Chomarat, 1978, 55 p. (OCLC 406702981).
- Nicole Marie Soudre, La Bande à Bonnot. Aspects médico-légaux et criminalogiques. Thèse de doctorat de Médecine, Bordeaux II, 1985, 64 feuilles.
- (en) Richard Parry, The Bonnot gang, London, Rebel Press, 1987 (ISBN 978-0-946-06104-4, OCLC 493557331, lire en ligne).
- Marie-Josèphe Dhavernas, « La surveillance des anarchistes individualistes (1894-1914) », in Maintien de l'ordre et polices en France et en Europe au XIXe siècle, Société d'Histoire de la Révolution de 1848 et des Révolutions du XIXe siècle, Paris, Créaphis, 1987, p. 347-360.
- Victor Serge, Le Rétif. Articles parus dans "l'anarchie", 1909-1912. Textes réunis par Yves Pagès, Paris, Monnier, 1989.
- Bernard Thomas, La Belle époque de la bande à Bonnot, Paris, Fayard, 1989, 282 p. (ISBN 978-2-213-02279-6, OCLC 468639638)
- Alphonse Boudard, Les Grands criminels, Paris, Librairie générale française, coll. « Le Livre de poche » (no 6818), 1990, 413 p. (ISBN 978-2-253-05365-1, OCLC 468641882).
- William Caruchet, Ils ont tué Bonnot : les révélations des archives policières, [Paris], Calmann-Lévy, 1990, 212 p. (ISBN 978-2-702-11869-6, OCLC 468641835)
- Pino Cacucci et Benito Merlino, En tout cas, pas de remords, [Paris], C. Bourgois, 1999, 436 p. (ISBN 978-2-267-01377-1, OCLC 42800309) (roman basé sur les personnages et faits réels)
- Garnier, Pourquoi j'ai tué, Éditions Turbulentes, décembre 1999.
- Frédéric Delacourt, L’Affaire bande à Bonnot, De Vecchi, coll. « Grands procès de l’histoire », 2000  (ISBN 2-213-02279-8)
- Jann-Marc Rouillan, Lettre à Jules, Marseille, Agone, 2004.
- Rirette Maîtrejean, Souvenirs d'anarchie, Quimperlé, La Digitale, 2005.
- Malcolm Menzies, En exil chez les hommes, Rue des Cascades, 2007  (ISBN 978-2-917051-02-3) (roman, traduit de l'anglais par Ariane Bataille)
- Frédéric Lavignette, La bande à Bonnot : à travers la presse de l'époque, Lyon, Fage éd., 2008, 628 p. (ISBN 978-2-849-75141-1, OCLC 470562572, lire en ligne)
- Benoît. Ladarre, Mémoires imaginaires de Garnier de la bande à Bonnot, Paris, Éd. du Monde libertaire, coll. « Pages libres », 2008, 72 p. (ISBN 978-2-915-51415-5, OCLC 470617165).
- Anne Steiner, Les en-dehors : anarchistes individualistes et illégalistes à la Belle époque, Montreuil, L'Echappée, coll. « Collection Dans le feu de l'action », 2008 (réimpr. 2019), 254 p. (ISBN 978-2-915-83013-2, OCLC 227153104).
- Renaud Thomazo, "Mort aux bourgeois", [Paris], Larousse, coll. « L'histoire comme un roman », 2009 (1re éd. 2007), 286 p. (ISBN 978-2-035-84608-2, OCLC 470608221).
- Dominique Depond, Jules Bonnot et sa bande : le tourbillon sanglant, Paris, La Belle Gabrielle, coll. « La légende de Montmartre », 2009, 118 p. (ISBN 978-2-917-26901-5, OCLC 762989543).
- Victor Méric, Les bandits tragiques, Marseille, Le Flibustier, 2010 (1re éd. 1926 Simon Kra éditeur) (ISBN 978-2-918-15603-1, OCLC 758749812, lire en ligne).
- Patrick Pécherot, L'homme à la carabine : esquisse, Paris, Gallimard, coll. « Folio » (no 5483), 2011, 319 p. (ISBN 978-2-070-44833-3, OCLC 866585683).
- Tanguy L'Aminot, « Les Saligauds de la célébration. La bande à Bonnot, Rousseau et le "culte de la charogne" », Études Jean-Jacques Rousseau, no 18, 2011, p. 153-178.
- Pierre-Robert Leclercq, Bonnot et la fin d'une époque, Paris, Les Belles lettres, 2012, 268 p. (ISBN 978-2-251-44441-3, OCLC 795457377, lire en ligne).

### Articles
- « La bande à Bonnot : entre crimes crapuleux et idéologie anarchiste », Revue française de criminologie et de droit pénal, vol. 5,‎ octobre 2015 (lire en ligne).
- Laurent López, « 1912, l'affaire Bonnot : les effets contradictoires d'une crise sécuritaire sur les polices et la gendarmerie », Socio-logos. Revue de l'association française de sociologie, no 2,‎ 2007 (lire en ligne).
- Laurent López, « La bande à Bonnot : l’assaut final à Nogent (14-15 mai 1912) », Criminocorpus « Dossier thématique n° 4 : Histoire de la police »,‎ 2009 (lire en ligne).

### Bandes dessinées
- Paul Gordeaux (scénario), Roger Chancel (dessin), « La Bande à Bonnot », Le crime ne paie pas, no 5, 15 août 1953.
- Dumas et Parlier, Robidu à la recherche d'une époque perdue. Roman-images, Paris, Hachette, 1972, p. 240-264.
- Christian Godard (scénario), Florenci Clavé (dessin), La Bande à Bonnot, Grenoble, Glénat, 1978. Traduction allemande par Manfred Showa : Viel Blutt für teures Geld. Das kurze, aber dramatische Leben des Jules Bonnot und seiner Komplizen, Berlin, Karin Kremer Verlag, 1990.
- Christo, « La Bande tragique », Héroïc-Albums, 12e année, no 5.
- Willem (scénario et dessin), Le Feuilleton du siècle, Paris, Cornélius, 2000, p. 29-30.
- Xavier Dorison et Fabien Nury (scénario), Jean-Yves Delitte (dessin), Une aventure des Brigades du Tigre. "Ni Dieu, ni maître", Grenoble, Glénat, 2006.
- Jean-Pierre Pécau, Fred Duval et Fred Blanchard (scénario), Florent Calvez (dessin), Jour J, t. 3 : Septembre rouge et t. 4 : Octobre noir, Paris, Delcourt, 2010.
- Jean-David Morvan, Laura Pierce, Stefan Vogel (scénario), Attila Futaki (dessin), La bande à Bonnot, les illégalistes, Glénat, 2018, présentation critique.

## Filmographie
- Philippe Fourastié : La Bande à Bonnot avec Bruno Cremer (Bonnot) et Jacques Brel (Raymond la Science), 1968.
- Jérôme Cornuau : Les Brigades du Tigre avec Jacques Gamblin (Bonnot), 2006.

## Documents télévisés
- « La Bande à Bonnot » de la série Des crimes presque parfaits, sur Planète+ CI.
- Interview de Jean Maitron à propos de la bande à Bonnot, 26 mars 1968, Institut national de l'audiovisuel, voir en ligne.
- Le journal d'un siècle, La bande à Bonnot, 14 mai 1985, Institut national de l'audiovisuel, voir en ligne.
- Rédaction Ina, La bande à Bonnot, gangsters ou anarchistes ?, 20 avril 2012, Institut national de l'audiovisuel, voir en ligne.

## Théâtre
- La Bande à Bonnot : pièce de théâtre d'Henri-François Rey créée le 17 décembre 1954.

## Chansons
- Gaetano Manfredonia, La chanson anarchiste en France des origines à 1914, Paris, L'Harmattan, 1997, p. 249, 260-262, 386-387.
- Joe Dassin, La bande à Bonnot, 1968.
- Boris Vian, La Bande à Bonnot, 1975 : disque 33 tours de reprises des chansons de la pièce de théâtre d'Henri-François Rey de 1954. Boris Vian en est le parolier, Louis Bessières le compositeur, et les interprètes sont Yves Robert, Judith Magre, Maurice Barrier, Lucienne Vernay, Pierre Jamet, Cécile Vassort et Kim Ibarra[31].
- Parabellum, La bande (à Bonnot), 1997.

#### Membres de la «bande à Bonnot»
- Membres de la bande à Bonnot
- André Soudy
- Édouard Carouy
- Eugène Dieudonné
- Jean De Boë
- David Bélonie
- Jean Dubois
- Octave Garnier
- Marius Metge
- René Valet
- Raymond Callemin
- Antoine Gauzy
- Rirette Maîtrejean
- Viktor Kilbatchich dit Victor Serge
- Étienne Monier
- Groupe révolutionnaire de Bruxelles

#### Autres
- La Mémoire des vaincus
- La Bande à Bonnot, film
- Les Brigades du Tigre, film
- Mauricius
- Fédération communiste anarchiste
- Louis Rimbault

### Notices
- Dictionnaire des anarchistes, « Le Maitron » : notice biographique.
- Dictionnaire biographique, mouvement ouvrier, mouvement social : notice biographique.
- L'Éphéméride anarchiste : notice biographique.

### Radio
- Robert Arnaut, Gaetano Manfredonia, La Bande à Bonnot et l'anarchie, 3 juin 1995, Institut national de l'audiovisuel, écouter en ligne.
- Christophe Hondelatte, La bande à Bonnot, Europe 1, 25 janvier 2017.